# نایده گومز
نایده گومز (پرتغالی: Naide Gomes؛ زادهٔ ۲۰ نوامبر ۱۹۷۹) ورزشکار پرش طول و هفت‌گانه اهل پرتغال بود.
وی در مسابقات کشوری و بین‌المللی در مجموع برندهٔ ۴ مدال طلا، ۷ مدال نقره، ۱ مدال برنز شده‌است.